# Бескин, Эммануил Мартынович
Эммануи́л Марты́нович Бе́скин (писал также под псевдонимом К. Фамарин; 28 июля 1877, Вильна — 20 января 1940, Москва) — российский и советский театральный критик и историк театра, переводчик.

## Биография
Родился в Вильне, в семье купца второй гильдии Меера Израилевича (Мартына Яковлевича, 1851—1904), впоследствии таксатора, и Екатерины Самойловны Бескиных. По образованию — юрист. С начала 1900-х годов начал заниматься литературной деятельностью.
Печатался в журналах «Рампа» (1908—1909), «Рампа и актёр» (1909), «Театр и искусство» (1909—1913, регулярно публиковал «Московские письма») и «Театральной газете» (1913—1918). Редактировал еженедельник «Театральная Москва» (1921—1922) и журнал «Рабис» (1927—1934).
Перевёл несколько пьес.
Написал несколько статей для Литературной энциклопедии (подписаны Эм. Бескин).
Умер в 1940 году в Москве, похоронен на Новодевичьем кладбище.

## Семья
Братья — Осип Мартынович Бескин (1892—1969), литературный и художественный критик, искусствовед, издательский работник; Михаил Мартынович Бескин, поэт-сатирик, драматург, журналист, фельетонист, редактор, присяжный поверенный (сотрудничал в газете «Свободное слово», журналах «Красный смех», «Будильник» и других). Его сестра Пелагея (1883—?), зубной врач, была с 1905 года замужем за математиком Израилем Яковлевичем Кабачником, который служил в чаеразвесочной фабрике Высоцкого; их сын — советский химик, академик АН СССР Мартин Израилевич Кабачник. У него были также сёстры Мина (Левина, 1879) и Елена (Соломонова, 1886), брат Абрам (провизор).

## Сочинения
- Крепостной театр. — М., 1927
- История русского театра, ч. 1. — М., 1928
- А. И. Южин-Сумбатов. — М., 1928, 1936
- Художественная политграмота. Пособие для художественных технических ВУЗов. — М., 1930.
- М. Н. Ермолова. — М., 1936